# Chirripó
Núi Chirripó thuộc rặng núi Talamanca là ngọn núi cao nhất Costa Rica, đo được 3.820 m, tính ra là ngọn núi cao thứ 38 trên thế giới. Với nguồn sinh thái đa dạng khu vực núi này được bảo vệ trong Vườn Quốc gia Chirripó. Ở cao độ này mặc dùng thuộc vùng nhiệt đới nhiệt độ ban đêm có thể xuống dưới 0⁰C .